# Leopoldyna
Leopoldyna – żeński odpowiednik imienia Leopold.
Leopoldyna imieniny obchodzi 15 listopada.
Znane osoby noszące imię Leopoldyna:
- Leopoldyna Naudet (1773-1834) – założycielka Sióstr od Świętej Rodziny, błogosławiona katolicka
- Klementyna Orleańska, właśc. Maria Klementyna Leopoldyna Karolina Klotylda Burbon-Orleańska – księżniczka francuska, księżna Saksonii